# ويلموت موسى سميث
ويلموت موسى سميث (بالإنجليزية: Wilmot Moses Smith)‏ هو قاضي وكاتب أغاني ومحامي أمريكي، ولد في 1 مارس 1852 في هاوبباوج في الولايات المتحدة، وتوفي في 1906.